# Les Maîtres de l'ombre
Pour l’article homonyme, voir Maîtres de l'ombre (Digimon).
Pour plus de détails, voir Fiche technique et Distribution.
Les Maîtres de l'ombre (Fat Man and Little Boy) est un film américain réalisé par Roland Joffé et sorti en 1989. Le film retrace l'histoire du Projet Manhattan à partir de la création du site de Los Alamos et jusqu'à la fin de la Seconde Guerre mondiale. Il porte principalement sur les conflits entre le responsable militaire, le général Leslie Richard Groves, et le directeur scientifique, Robert Oppenheimer.

## Synopsis
En septembre 1942, après avoir supervisé la construction du Pentagone, le colonel Leslie Groves du corps du génie de l'armée des États-Unis est chargé de diriger un projet très secret. Pour concurrencer le Troisième Reich et ses recherches atomiques, le gouvernement américain s'associe avec le Royaume-Uni et le Canada et crée le Projet Manhattan. Le colonel Groves choisit le physicien Robert Oppenheimer de l'université de Californie à Berkeley pour mener l'équipe du projet. Oppenheimer, qui connait le Nouveau-Mexique depuis son enfance, choisit un emplacement éloigné dans la vallée Los Alamos Canyon, au nord-ouest de Santa Fe. Les différentes personnalités de Groves et Oppenheimer vont souvent s'affronter, mais le projet est sur la bonne voie. Le scientifique va cependant se heurter également à ses confrères, qui débattent pour savoir si leur conscience personnelle doit entrer en ligne de compte dans le projet ou s'ils doivent rester purement chercheurs.

## Fiche technique
- Titre français : Les Maîtres de l'ombre
- Titre original : Fat Man and Little Boy
- Titre britannique : Shadow Makers[1]
- Réalisation : Roland Joffé
- Scénario : Bruce Robinson et Roland Joffé, d'après une histoire de Bruce Robinson
- Musique : Ennio Morricone
- Directeur de la photographie : Vilmos Zsigmond
- Montage : Françoise Bonnot
- Distribution des rôles : Nancy Foy
- Décors : Gregg Fonseca
- Direction artistique : Larry Fulton et Peter Landsdown Smith
- Costumes : Nic Ede
- Producteur : Tony Garnett (en)
  - Productrice associée : Kimberly Cooper
  - Producteur délégué : John Calley
- Sociétés de production : Paramount Pictures et Lightmotive
- Distribution : Paramount Pictures (États-Unis), United International Pictures (France)
- Pays de production :  États-Unis
- Langue originale : anglais
- Format : couleur (Technicolor) – 35 mm – 2.35:1 - son Dolby
- Genre : drame historique, guerre
- Durée : 127 minutes
- Dates de sortie :
  - États-Unis : 20 octobre 1989
  - France : 28 mars 1990
- Classification[2] :
  - États-Unis : PG-13
  - France : tous publics

## Distribution
- Paul Newman (VF : Marc Cassot) : le colonel Leslie Richard Groves
- Dwight Schultz (VF : Edgar Givry) : Robert Oppenheimer
- Bonnie Bedelia (VF : Françoise Dorner) : Kitty Oppenheimer
- John Cusack (VF : Jean-François Vlerick) : Michael Merriman
- Laura Dern (VF : Emmanuelle Bondeville) : Kathleen Robinson
- Ron Frazier : Peter de Silva
- John C. McGinley (VF : Vincent Violette) : le capitaine Richard Schoenfield, MD
- Natasha Richardson (VF : Véronique Augereau) : Jean Tatlock
- Ron Vawter (VF : Daniel Russo) : Jamie Latrobe
- Fred Dalton Thompson (VF : William Sabatier) : le major général Melrose Hayden Barry
- Roger Cubicciotti (VF : Luc Bernard) : Frank Oppenheimer
- Franco Cutietta (VF : Mario Santini) : Enrico Fermi
- Don Pugsley (VF : Michel Modo) : le sergent Bronston
- Allan Corduner : Franz Goethe
- Clark Gregg : Douglas Panton

 Source et légende : version française (VF) sur RS Doublage

## Production
Bien que prenant une liberté scénique dans le film, la plupart des personnages ont réellement existé et la plupart des événements évoqués ont eu lieu. Michael Merriman, incarné par John Cusack, est un personnage composite fictif de plusieurs personnes, créé pour apporter une étendue morale en tant qu'« homme ordinaire ».
Le tournage a lieu au Mexique (Durango, Mexico, Torreón) ou encore à San Francisco.

## Accueil

### Accueil critique
Les Maîtres de l'ombre, critiqué pour sa distorsion pour un effet dramatique et pour le choix de Paul Newman et Dwight Schultz pour tenir les rôles centraux, a rencontré de nos jours des commentaires mitigés, obtenant 53 % d'avis favorables sur le site Rotten Tomatoes, sur la base de dix-sept commentaires et une note moyenne de 5.2⁄10.

### Box-office
À sa sortie en salles, Les Maîtres de l'ombre ne rencontre pas le succès puisqu'il démarre à la dixième place du box-office américain avec 1 476 994 $ de recettes pour son premier week-end d'exploitation et ne fait guère mieux pour sa première semaine, puisqu'il totalise 1 943 019 $, malgré une petite remontée à la neuvième place. Finalement, le film finit avec 3 563 484 $. En France, le film passe inaperçu, puisque le film totalise 14 816 entrées en première semaine à Paris, où il est distribué dans 11 salles. Finalement, le long-métrage totalise 74 824 entrées sur le territoire français, dont 30 345 entrées à Paris.

### Distinctions
Les Maîtres de l'ombre est présenté en sélection officielle en compétition à la Berlinale 1990.